# Стърлинг Найт
Стърлинг Сандман Найт (на английски: Sterling Sandmann Knight) е американски актьор и певец.

## Биография
Роден е на 5 март 1989 година в Хюстън, Тексас. Има по-малка сестра (Саманта Скарлет) и брат (Спенсър Шуга).
През свободното си време обича да играе голф, да кара сноуборд и да свири на китара. Също така има група, включваща други звезди, негови приятели от Дисни. Заедно пускат клипчетата си в Youtube. Името на групата е „Connecting Channels“.

## Кариера
Започва кариерата си на 14-годишна възраст. Първоначално има роли в Хюстънския театър, а след това се премества в Калифорния, за да продължи кариерата си като актьор. Също така той е и отличен певец.
Благодарение на добрия си външен вид той получава епизодични роли в „Анатомията на Грей“ и в „Хана Монтана“, където играе Лукас. След това прави пробив в „Отново на 17“ и „Съни на алеята на славата“. Най-новата му роля е в младежкия хит „Звезден сблъсък“, както и в съвременна версия на „Пепеляшка“, която разби рекордите в САЩ и остави в сянка „Хана Монтана“.

## Роли
Участия в сериали
- 2006 – „Hi-Jinks“ – в ролята на Брендън, епизод „Победител“
- 2007 – „Хана Монтана“ – в ролята на Лукас (гаджето на Лили), епизод „Гаджето на най-добрата ми приятелка“
- 2007 – „The Closer“ – в ролята на Грейди Рийд, епизоди Next of Kin: Part 1 и Next of Kin: Part 2
- 2008 – „Out of Jimmy’s Head“ – в ролята на Брад, епизод „Bad Fad“
- 2008 – „Анатомията на Грей“ – в ролята на Кип, епизод „Freedom“
- 2009 – „Съни на алеята на славата“ – в ролята на Чад Дилън Купър (главен герой)

Участия във филми
- 2009 – „Отново на 17“ – в ролята на Алекс О’донъл, първата му роля във филм
- 2010 – „Звезден сблъсък“ – в ролята на Кристофър Уайлд, оригинален филм на Дисни
- 2010 – „Модерна приказка за Пепеляшка“ – в ролята на Тай Паркър.

Участия в музикални клипове
- 2008 – „La La Land“ – играе папарак, видео на Деми Ловато
- 2010 – „Something About the Sunshine“ – играе себе си с участието на Ана Маргарет
- 2010 – „Starstruck“ – играе Кристофър Уайлд от едноименния филм
- 2010 – „Got to Believe“ – играе Кристофър Уайлд от „Starstruck“